# Marcel Houyoux
Marcel Houyoux (* 2. Mai 1903 in Bouffiouix; † 28. November 1983 in Charleroi) war ein belgischer Radrennfahrer.

## Sportliche Laufbahn
Houyoux war im Straßenradsport aktiv. Von 1925 bis 1935 war er Unabhängiger und Berufsfahrer. 1932 siegte er im Eintagesrennen Lüttich–Bastogne–Lüttich vor Léopold Roosemont. Etappensiege in der Belgien-Rundfahrt holte er 1932, in der Rundfahrt der Unabhängigen durch Belgien 1926 und 1932. Bei den Unabhängigen kam er in der Belgien-Rundfahrt 1928 auf den zweiten Rang in dieser Klasse. In der belgischen Straßenmeisterschaft war er 1928 Zweiter und 1927 Dritter geworden. Im Rennen Lüttich–Bastogne–Lüttich 1931 wurde er hinter Alfons Schepers Zweiter.